# Herman Krautmeyer
Herman David Krautmeyer, född 2 april 1822 i Stockholm, död 1 februari 1895 i Värnamo, var en svensk militär. Han var far till Adolf Krautmeyer.

## Biografi
Krautmeyer blev student vid Lunds universitet 1840. Han startade sin militära bana vid Norra skånska infanteriregementet som volontär 1836 där han blev underlöjtnant 1844. År 1850 blev han löjtnant, 1856 kapten och 1861 major. År 1868 utnämndes han till chef för Västerbottens fältjägarkår och blev samtidigt befordrad till överstelöjtnant. Krautmeyer befordrades till överste 1874 då han tillträdde som chef för Dalregementet. En befattning han stannade på till 1885 då han lämnade aktiv tjänst.
Han gjorde garnisonstjänst i Malmö 1845–1846. Krautmeyer deltog 1849–1850 i den så kallade ockupationskåren som skulle säkra Holstein under fredsförhandlingarna under Slesvig-holsteinska kriget 1848–1850. Han var ledamot av beväringsbeklädnadsdirektionen 1856 och dess ordförande 1861. Från 1857 var han chef för korpralskolan på Malmö slott. Från 1861 var han ordförande för direktionen för manskapets pensionskassa. Krautmeyer är begravd på Värnamo södra kyrkogård.

## Utmärkelser
- Riddare av Svärdsorden, 1865
- Kommendör av första klassen av Svärdsorden, 1883

### Arkiv
- Kugelberg, tidningsurklipp, 1888–1904,  utgivna av Sveriges Släktforskarförbund & Kungliga biblioteket 2006
- Värnamo kyrkoarkiv, Husförhörslängder, SE/VALA/00441/A I/11 (1892–1898), bildid: C0023609_00220

### Webbkällor
- Hans Högman: Dansktyska kriget 1848–1850
- Dalregementets museer: Personartikel Herman David Krautmeijer
- Herman David Krautmeyer på Gravar.se